# Златно перо
„Златно перо“ е награда, която всяка година се връчва на 24 български творци за „безспорен принос към българската култура и изкуство“. Наградата е учредена през 1995 година от агенция „Кантус Фирмус“ и галерия „Макта“ с медийното партньорство на радио Classic FM. Традиционно се връчва в рамките на Европейския музикален фестивал, организиран с подкрепата на Столична община. Отличието представлява брошка от 24-каратово злато във формата на писец.

## Лауреати
Списъкът подлежи на допълване
СПИСЪК НА НОСИТЕЛИТЕ НА “ЗЛАТНО ПЕРО” за 2023 година
1. Подполковник Ради Радев, диригент на Гвардейския представителен духов оркестър
2. Павел Павлов, режисьор
3. Александър Петров, поет и текстописец
4. Марта Петкова, примабалерина и художествен ръководител на балета към на Софийската опера и балет
5. Лия Петрова, музикант
6. Владимир Михайлов, актьор и музикант
7. Станислав Тодоров – Роги, режисьор
8. Венцислав Занков, художник и скулптор
9. Любо Киров, музикант
10. Българска телеграфна агенция, Кирил Вълчев – директор
11. Румен Гашаров, художник
12. Евтим Милошев, продуцент
13. Александър Кадиев, актьор
14. Иван Димов, художник
15. Държавна опера – Пловдив и фестивал Opera Open
16. Владимир Ампов – Графа, музикант
17. Владимир Люцканов, актьор
18. „Линия Култура“, предаване на БНТ
19. Плевенска филхармония
20. Мария Касимова – Моасе, журналист и писател
21. Антонина Бонева, пианист и музикален педагог
22. Силвия Недкова, журналист и писател
23. Александър Секулов, писател и поет
24. Атанас Звездинов, писател и поет

| Поредност | Дата на връчване  | Лауреати | Източник      |
| --------- | ----------------- | --- | ------------- |
| 27        | 20 май 2022       | 1. Крум Дамянов, скулптор 2. Боряна Сечанова, хореограф и директор на Балет „Арабеск“ 3. Любомир Денев-баща, композитор и диригент 4. Гинка Станчева, актриса 5. Виктор Божинов, кинорежисьор 6. Марияна Арсенова, певица и директор на НМТ „Стефан Македонски“ 7. Николай Георгиев, театрален режисьор и основател на Студентски театър „Алма Алтер“ 8. Валя Балканска, фолклорна певица 9. Силвия Лулчева, актриса 10. Пенка Кунева, композитор 11. Венцеслав Анастасов, оперен певец 12. Даниела Черпокова, музикален педагог, преподавател в НМУ „Л. Пипков“ 13. Милко Диков, карикатурист 14. Димитър Христов, диригент на Оркестъра за народна музика на БНР 15. Атанас Кръстев, виолончелист 16. Александър Сано, актьор 17. Софийски духов оркестър с художествени ръководители Юли Дамянов и Васил Делиев 18. Белослава, джаз певица 19. Екипът на предаването „Джинс“ на БНТ 20. Силвия Томова, балерина, педагог, художествен ръководител на балета към Държавна опера – Стара Загора 21. Кирил Дончев, композитор 22. Иван Джамбазов, актьор 23. д-р Любен Домозетски, изкуствовед 24. Награда на слушателите на Classic FM: Мартина Табакова, пианистка                                                                             | [ 1 ] [ 2 ]   |
| 26        | 21 май 2021       | 1. акад. Людмил Стайков, театрален и кинорежисьор 2. проф. Стойка Миланова, цигулар и педагог 3. Найден Вълчев, поет текстописец, писател 4. Светослав Пеев, актьор 5. проф. Надежда Сейкова, театрален режисьор и педагог 6. Борислав Иванов, диригент 7. проф. Емил Попов, скулптор 8. Соня Йончева, оперна певица 9. Кирил Манолов, оперен певец 10. проф. Александър Шурбанов, поет, писател, преводач 11. Богдана Карадочева, естрадна певица 12. Анастасия Панайотова, художник 13. Драгомир Драганов, ТВ журналист и водещ на поредицата „БНТ на 60“ 14. Георги Стрезов, композитор на филмова и театрална музика 15. Иво Сиромахов, писател 16. Емилия Маркова, поп и джаз певица 17. Драматичен театър „Стоян Бъчваров“ – Варна, по повод 100-годишнината на театъра 18. Дора Драганова, композитор 19. Иван Вукадинов, художник 20. Зефира Вълова, цигулар 21. Гуна Иванова, фолклорна певица 22. Петко Койчев, директор на Драматичен театър „Рачо Стоянов“ – Габрово 23. НУМТИ „Добрин Петков“ – Пловдив, по повод 75-годишнината на училището 24. Награда на слушателите на Classic FM: Зорница Иларионова, цигулар, и Олга Бузина, телевизионна водеща.                                                                            | [ 3 ] [ 4 ]   |
| 25        | 26 септември 2020 | 1. Антон Дончев, писател 2. проф. Милена Моллова, пианистка и преподавател в НБУ 3. Музей „Борис Христов“ – София с директор Елена Драгостинова 4. Асен Селимски, оперен певец 5. Маргарита Радинска, певица 6. проф. Минчо Минчев, цигулар 7. Стефан Цанев, драматург, поет и писател 8. Веселина Кацарова, оперна певица 9. проф. Ангел Станев, скулптор и преподавател в НХА 10. Емилия Канева, клавирен педагог и преподавател в НМУ „Любомир Пипков“ 11. проф. Ивайло Кринчев, диригент 12. Силвия Кацарова, поп певица 13. „Вечната музика“ – предаване по БНТ с водещ Марио Николов 14. Недялко Йорданов, поет и писател 15. проф. Божидар Бончев, керамика 16. Румен Бояджиев-син, композитор 17. Александрина Пендачанска, оперна певица 18. Дом на културата „Средец“ с директор Лилия Тошева 19. Теодора Духовникова, актриса 20. Лучано Ди Мартино, диригент 21. Виктория Василенко, пианистка 22. Васил Стоев, художник 23. Недялко Недялков, кавал 24. Стефка Янорова, актриса | [ 5 ]         |
| 24        | 22 май 2019       | 1. Стефан Димитров, композитор 2. Надя Сотирова, директор на Къща музей „Панчо Владигеров“, София 3. Ангел Заберски, композитор и пианист 4. Владимир Пенев, актьор 5. Здравка Евтимова, писател 6. Софийска филхармония, по повод 90 години 7. Юли Дамянов, диригент 8. Българска национална телевизия, по повод 60 години 9. Славчо Николов, режисьор 10. Добрина Икономова, певица 11. Красимира Колдамова, примабалерина и балетен педагог 12. Пламена Мангова, пианистка 13. Мила Георгиева, цигуларка 14. Здрава Каменова, актриса и автор 15. Димитър Косев, диригент и инструменталист 16. Вили Стоянов, тромбонист 17. Лиана Антонова, певица и актриса 18. Светлин Ивелинов, хореограф 19. Васил Найденов, певец 20. Национално музикално училище „Любомир Пипков“, София, по повод неговата 115-годишнина 21. проф. Чавдар Попов, изкуствовед 22. арх. Станислав Константинов, архитект 23. Константин Занков, кинооператор 24. Весела Делчева, солист в Националния музикален театър, предложение от слушателите на Classic FM радио | [ 6 ]         |
| 23        | 24 май 2018       | 1. Александър Текелиев, композитор 2. Ирмена Чичикова, актриса / Мартичка Божилова, продуцент за филма „Не ме докосвай“ /Touch me not/ 3. Национален музикален театър „Стефан Македонски“ – за 100 години от основаването му 4. Йорданка Христова, певица 5. Стефан Драгостинов, композитор 6. Марин Янев, актьор 7. Софийски университет „Свети Климент Охридски“ – за 130 години от основаването му 8. Георги Любенов, журналист и предаването „Денят започва с Георги Любенов“ на БНТ 9. Христо Йотов, художник 10. „Площад Славейков“, сайт за култура 11. Предаването „Алегро виваче“ на БНР – Програма „Хоризонт“ 12. Стефан Янев, художник 13. Габриела Георгиева, сопран 14. Юлиан Вергов, актьор 15. Милен Русков, писател 16. Рада Москова, писател, сценарист и драматург 17. Георги Мамалев, актьор 18. Мими Николова, певица 19. Слава Рачева, актриса 20. Ива Дойчинова, журналист, за кампанията „Будител на годината“ на радио ФМ+. 21. Национална библиотека „Св. Св. Кирил и Методий“ – за 140 години от основаването ѝ 22. Николай Янакиев, художник 23. „София квартет“ 24. Награда на слушателите на радио Classic FM: Екипът на радио Classic FM                                                                           | [ 7 ]         |
| 22        | 24 май 2017       | 1. Георги Арнаудов, композитор 2. Бедрос Папазян, диригент 3. Нешка Робева, ръководител на трупата „National Art“ 4. Национална музикална академия „Панчо Владигеров“ 5. Горан Благоев, журналист 6. Жени Марчева, журналистка 7. Фолклорен ансамбъл „Средец“ 8. Дом на културата „Искър“ 9. Мирослав Турийски, музикант 10. проф. Анатоли Кръстев, музикант 11. Милица Гладнишка, актриса и певица 12. Йорданка Фандъкова, кмет на София 13. „Щурците“, рок група 14. Радослав Спасов, режисьор 15. Стефка Евстатиева, оперна певица 16. проф. Маргарита Младенова, режисьор 17. Филип Трифонов, актьор 18. Лилия Балева, директор на НГПИ „Св. Лука“ 19. Янка Рупкина, народна певица 20. Мариана Цветкова, оперна певица 21. Вълко Ценов, скулптор 22. Станислав Станчев, художник 23. Пламен Герасимов, филмов и тв. оператор 24. Никола Хаджитанев, балетист | [ 8 ]         |
| 21        | 19 май 2016       | 1. Софийски камерен хор „Васил Арнаудов“ 2. Детски научен център „Музейко“ 3. проф. Благовеста Карнобатлова, оперна певица, педагог 4. Огнян Драганов, директор на Старозагорската опера 5. Инициативата „Концерти на възглавници“ 6. Василка Балевска, фотограф на културни събития 7. Екипът на предаването „Ръкописът“ по БНТ 8. Екипът на предаването „Лачените обувки на българското кино“ по БНТ 9. Екипът на предаването „Преди обед“ по bTV 10. Цветанка Бандаловска, сопран 11. Илка Зафирова, актриса 12. проф. Михаил Пеков, композитор и педагог 13. Людмил Тодоров, писател, актьор, сценарист и режисьор 14. Владимир Зарев, писател 15. Антони Дончев, композитор, пианист, преподавател, бендлидер 16. Стоян Янкулов – Стунджи, перкусионист 17. проф. Любомир Халачев, сценарист, режисьор 18. Фондация „Заедно в час“ 19. Списание „Музикални хоризонти“ 20. Михаил Белчев, певец, композитор, поет и режисьор 21. Стоян Дуков, художник-аниматор, режисьор и сценарист 22. проф. Владислав Паскалев, художник-илюстратор, оформител печатна графика 23. проф. Теофан Сокеров, художник-живописец, автор на кавалетнти и монументални произведения 24. Номинация на слушателите на Classic FM: Кирил Кадийски, поет и преводач | [ 9 ] [ 10 ]  |
| 20        | 21 май 2015       | 1. Димитър Христов, композитор 2. Йосиф Сърчаджиев, актьор 3. Ивайло Христов, актьор 4. Орлин Горанов, певец 5. Хорова формация „Юлангело“ 6. Юлия Кръстева, оперен режисьор 7. Александър Мутафчийски, оперетен артист 8. Маргарита Хранова, певица 9. Марио Хосен, цигулар и преподавател 10. Детски радиохор с диригент Венеция Караманова 11. Иван Б. Иванов, художник 12. Екипът на предаването „Тази събота“ / „Тази неделя“ по bTV 13. Вера Немирова, оперен режисьор 14. Анжел Вагенщайн, писател 15. Румен Рачев, художник 16. Руси Чанев, актьор 17. Екипът на предаването „История.бг“ по БНТ 18. Елмира Дърварова, цигулар 19. Деян Енев, писател 20. Атанас Хаджиев, саксофонист 21. Петър Момчев, саксофонист 22. Екипът на предаването „Под лупа с Ганиела Ангелова“ по ТВ „Европа“ 23. Василка Монева, художник 24. Номинация на слушателите на радио Classic FM | [ 11 ]        |
| 19        | 22 май 2014       | 1. Красимира Стоянова, оперна певица 2. проф. Иван Цветков, писател и литературен критик 3. проф. Владислав Григоров, валдхорнист, по повод 70-годишнина 4. Теодосий Спасов, музикант 5. Елена Огнянова, писател, фолклорист и етнограф 6. Михаил Билалов, актьор 7. Владимир Стоянов, оперен певец 8. Александър Александров, балетист, премиер солист 9. Васил Петров, певец 10. Стоян Радев, режисьор 11. Георги Текев, изпълнителен директор на НБУ 12. Ина Кънчева, оперна певица 13. Меглена Караламбова, актриса 14. Полски институт, по повод 65-годишнина 15. Захари Карабашлиев, писател 16. Иван Юруков, актьор 17. Христо Бойчев, писател 18. Цвятко Сиромашки, скулптор 19. „Ателие“: Маргарита Пуева, скулптор, и Кънчо Кънчев, художник 20. Яра Бубнова, изкуствовед и куратор 21. проф. Борислава Танева, пианист и композитор 22. Веса Тонова, прима балерина 23. Академия за музикално, танцово и изобразително изкуство „Проф. Асен Диамандиев“ – Пловдив, по повод 50-годишнина 24. Номинация на слушателите на радио Classic FM: Максим Ешкенази, диригент | [ 12 ] [ 13 ] |